# ریس فنلون
ریس فنلون (انگلیسی: Rhys Fenlon؛ زادهٔ ۲ نوامبر ۲۰۰۱) بازیکن فوتبال است.